# Нижанковичі
Нижанко́вичі — селище, Самбірського району, Львівської області, України. З 2020 р. входить в Добромильську міську громаду.

## Історія

Герб Нижанковичів з XIX ст.

Перші згадки про Краснопіль (тепер Нижанковичі) походять з 1377–1378 рр. 1408 р. (за іншими джерелами 28 липня 1448) місто отримує Магдебурзьке право, а 1431 р. Владислав II Ягайло надає йому польське право. 1448 р. з'являється місцева римо-католицька парафія. У 1461 р. зведено римо-католицький костел. Приблизно 1498 і 1502 р., а також 1524 Нижанковичі зазнають татарських нападів.
У XVI ст. місто мало славу виробника пива і медів, у XVII ст. — полотен.
У 1601 р. місто пограбував перемишльський староста Іван-Томаш Дрогойовський, в 1607 — Ян Щасний Гербурт. З 1602 р. з'являються перші згадки про жидів (євреїв), які оселяються в місті. Потім Нижанковичі знову зазнають татарських нападів — у 1620, 1621, 1624 і 1626 рр., через що місто кілька разів горіло. У 1647 р. отримує право володіти складом вин. 1657 р. місто сплюндрував Ракоці Юрій II. У 1759 зведено Нижанковицьку ратушу. У другій половині XVIII ст. в Нижанковичах з'являється незалежна єврейська ґміна (громада).
Від 1772 р. місто входить до складу Королівства Галичини та Володимирії (Лодомерії) в Перемишльському повіті. Нижанковичі були резиденцією греко-католицького деканату. У 1785 р. в місті було 590 греко-католиків, 361 римо-католик і 50 євреїв.
У 1793 році цісар Франц II підтвердив для Нижанковичів права вільного королівського міста, а також затвердив герб містечка з зображенням оленя натуральної барви, що стоїть між двома золотими восьмикутними зірками, на блакитному тлі.
У 1840 р. власниками Нижанкович стали Конецпольські, після них Кміти, потім П'ясецькі.
Від 1872 р. через Нижанковичі прокладена важлива залізниця, що з'єднувала Львів з Будапештом,— так звана Перша угорсько-галицька залізниця. В місті збудовано залізничну станцію «Нижанковичі». У 1880 р. в Нижанковичах мешкає 1646 осіб, а в поблизькому поселенні Вигадів (згодом частина міста) 106 осіб. Серед них: 467 римо-католиків, 642 греко-католиків, 643 євреїв та інших. Того ж року місто знищує велика пожежа.
Нижанковичі й околиці були ареною боїв I Світової війни, а також Українсько-польської війни 1918—1919 років. Під час тої війни польські війська, що наступали на Нижанковичі, обійшли місто з південно-західного кінця і вийшли в район поблизького села Підмостичі, через що українське військо було змушене відступити на Добромиль. У боях за Нижанковичі з 11 по 16 грудня 1918 р. загинуло 13 польських вояків (кількість загиблих з українського боку невідома).
У місті 1921 р. мешкало 1865 осіб, з них 408 євреїв. Хоч Нижанковичі 1934 р. втратили міське право, але були осередком ґміни Перемишльського повіту Львівського воєводства, яка складалася з єдиного населеного пункту.
У міжвоєнних роках тут містилися адміністрація, місцевий суд, відділ поліції, аптека, семилітня школа. Працювали два водяні млини братів Якуба та Северина Смішкевичів, паровий млин Айзнера, він же був власником тартака, який експортував паркет до Європи; цегельня Бляуштайна виготовляла дахівку, а власник Жуковський — цементну дахівку, цимбрини, бетонні містки.
Разом з лікарем Клєнчофером працював український лікар Йойко. Українці мали м'ясні крамниці, ресторани, невелику торгівлю. Більшість торгівлі вели євреї. Взуттєвий магазин тримав чех Нерода. У Нижанковичах активно діяли «Просвіта», «Союз Українок». При Просвіті організовано кооператив (крамниця) та «Маслосоюз», працювала бібліотека, а також футбольна команда «Вігор». «Союз Українок», головою якого була дружина лікаря п. Ольга Йойко, на літній період організовував дитячі садочки, де з дітьми займалися українські студентки. При «Союзі Українок» також діяла молодіжна організація «Доріст». Щодня проводились заняття в українській 7-річній школі. З у 1939 р. директором був Візнюра, який приїхав до Нижанкович з України, учителем математики — Гавриш, німецької мови — Дубицький (у міжвоєннім періоді через полонізацію не міг вчити в Галичині, був учителем польської мови в Центральній Польщі).
Після Польської кампанії 1939 р. Нижанковичі опинились у частині Польщі, окупованій СРСР. Від 4 грудня 1939 року перебували у складі УРСР, у Дрогобицькій області. 27 червня 1941 року Нижанковичі покинули радянські війська, місто перебувало під німецькою окупацією. Від 3 листопада 1941 р. Нижанковичі у складі Перемишльського повіту Краківського дистрикту Генеральної губернії. Після захоплення міста німці створили в ньому гетто для єврейського населення, яке ліквідували в кінці липня й на початку серпня 1942 р. Між 27 липня і 3 серпня 1942 р. німці вивезли нижанковицьких євреїв до Перемишля і Добромиля. Восени євреї, котрі походили з Нижанковичів, були звідти вивезені до табору смерті в Белжцю. 31 липня 1944 р. місто зайняли радянські війська. Після II Світової війни Нижанковичі знову в складі Української Радянської Соціалістичної Республіки — спочатку в Дрогобицькій області, пізніше у Львівській. У 1945–1959 рр були центром Нижанковицького району. За радянських часів до Нижанковичів приєднано село Заболотці — нинішня частина селища, розташована північніше річки Залісся. З початку 1960-х років тут існував залізничний пункт перетину кордону для поїздів траси Перемишль — Загуж через Хирів. Після розпаду СРСР з 1991 р. Нижанковичі перебувають у складі України.
У вересні 2021 року почалося будівництво автомобільного пункту перетину кордону Мальговичі — Нижанковичі. 13 лютого 2023 року пункт було відкрито для проїзду пустих вантажівок.
Повноцінне введення в експлуатацію планується на початок 2024 року.

## Пам'ятки архітектури

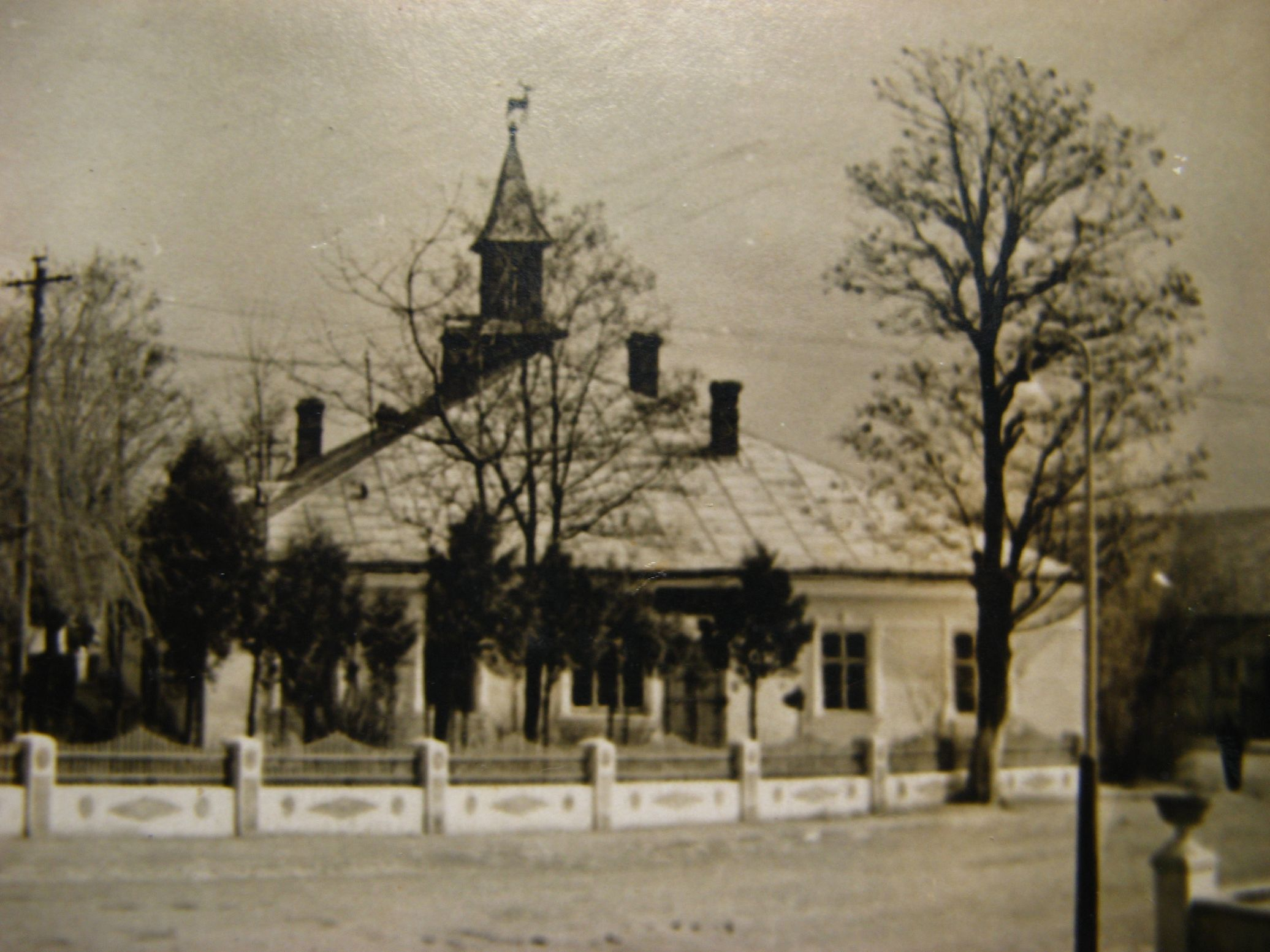
Нижанковицька ратуша
(фото 1950-х рр.)

- Цегляна архаїчна оборонного типу Троїцька церква (XVI ст.) з дерев'яною аркадою-галереєю й восьмигранними куполами під ґонтом.
- Троїцький костел (XVII ст.)
- Нижанковицька ратуша (1759 р.)

## Населення
Населення Нижанкович, станом на 1 січня 2025 року, налічувало — 1,485 осіб.
Динаміка населення Нижанкович

### Розподіл населення за віросповіданням та національністю
- 1880 р. — 1752 осіб: 467 римо-католиків, 642 греко-католиків, 643 євреїв та інших.
- 1917 р. — 2400 осіб: 1000 поляків, 900 українців, 500 євреїв.
- 1921 р. — 1865, з яких: 408 євреїв.
- 1938 р. — 855 греко-католиків.

### Мова
Розподіл населення за рідною мовою за даними перепису 2001 року:
| Мова       | Кількість | Відсоток |
| ---------- | --------- | -------- |
| українська | 1853      | 98.62%   |
| польська   | 14        | 0.75%    |
| російська  | 11        | 0.58%    |
| білоруська | 1         | 0.05%    |
| Усього     | 1879      | 100%     |

## Відомі люди
- Тома Лапичак — вчений у галузі космічної медицини, лікар, журналіст та визначний громадсько-політичний діяч.
- Йосип Лось — український вчений, доктор політологічних наук, професор.
- Олег Паска — депутат Львівської обласної ради, голова Перемишлянської районної державної адміністрації, Фізик, викладач фізики, майстер державного управління, нагороджений Орденом Данила Галицького.
- Мар'ян Плахетко — радянський футболіст, захисник і футбольний функціонер. Відомий за своїм виступам за московський ЦСКА, у складі якого в 1970 році став чемпіоном СРСР. Майстер спорту. Зіграв два матчі за збірну СРСР.
- Йосип Саляк — доцент, декан електромеханічного факультету Львівської політехніки, автор наукових статей і підручників.
- Мирослав Тураш — видатний діяч ОУН, крайовий провідник у 1939,
- Мар'ян-Роман Федорищак (6 червня 1944 року) — український географ, ґрунтознавець, кандидат сільськогосподарських наук, доцент Київського національного університету імені Тараса Шевченка.
- Євген Федорченко — український актор, Народний артист України.
- Володимир Шагала — етнограф, фольклорист, заслужений працівник культури України.
- Володимир Ярешко — доктор медичних наук, професор, лауреат Державної премії України в галузі науки і техніки (2009).
- Уляна Ярошевич — майстер художньої кераміки.

## Освіта
Державний професійно-технічний навчальний заклад «Нижанковицький професійний ліцей».
Дата створення: 09.01.1960. Назва: художньо-ремісниче училище № 6 (ХРУ-6). 28.01.1965 реорганізовано у сільське професійно-технічне училище № 11.(СПТУ № 11) 13.05.1976 перейменовано у сільське середнє професійно-технічне училище № 11 (ССПТУ № 11). 19.09.1978 перейменовано у сільське середнє професійно-технічне училище № 46 (ССПТУ № 46). 10.09.1984 перейменовано у сільське середнє професійно-технічне училище № 80 (ССПТУ № 80). 03.05.2007 перейменовано у Нижанковицький професійний ліцей.

## Цікаві факти
- Нижанковичі розташовані на своєрідному «острові» — з західного боку селища простягається дугою польсько-український кордон, а зі східного боку воно відділене від решти України річкою Вігор, яка виходить з Польщі і через декілька кілометрів знову входить на територію Польщі.
- Мешканці Нижанкович розмовляють доволі рідкісним надсянським говором, який належить до південно-західного наріччя української мови.

## Нижанковицька топоніміка

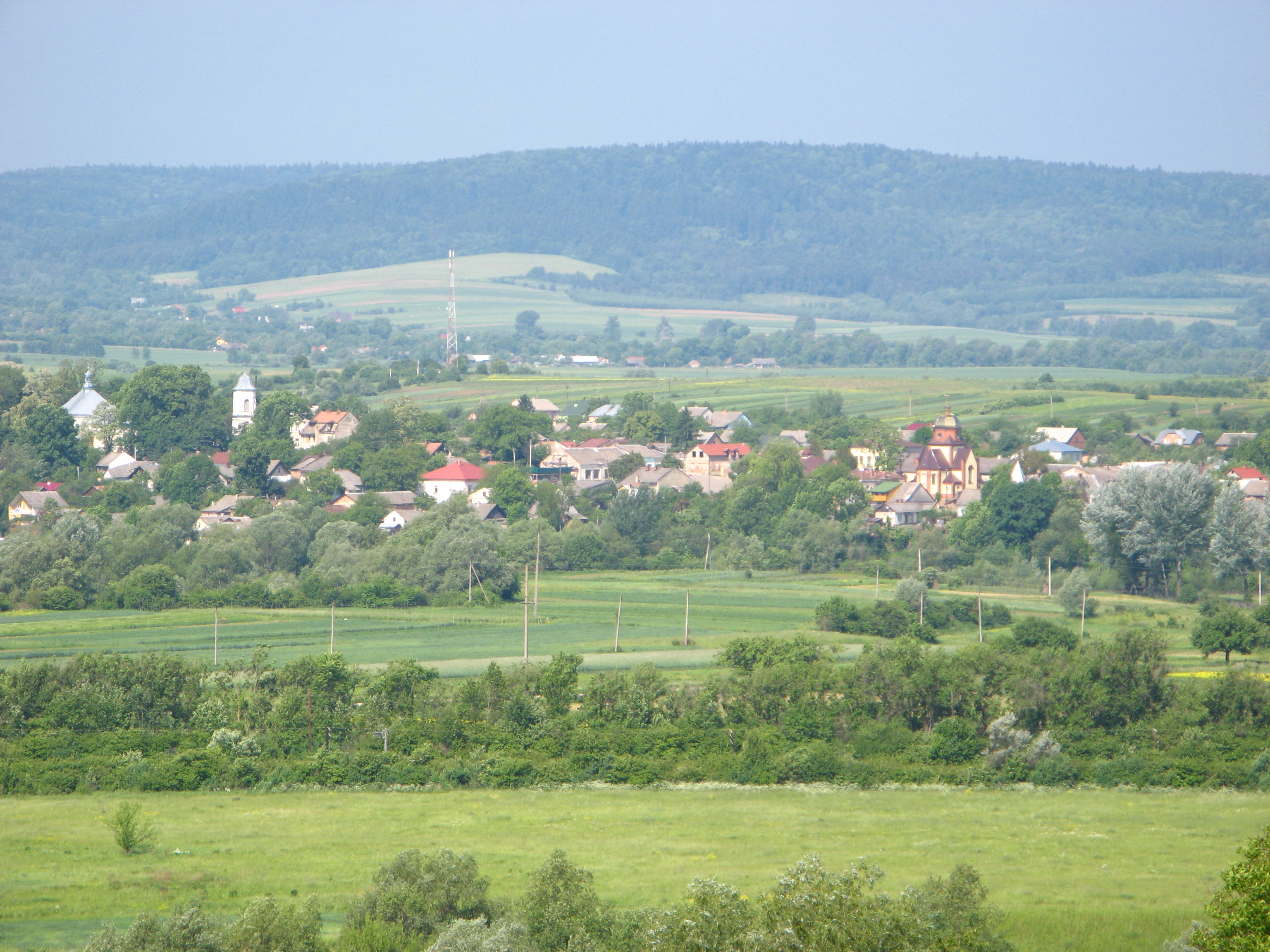

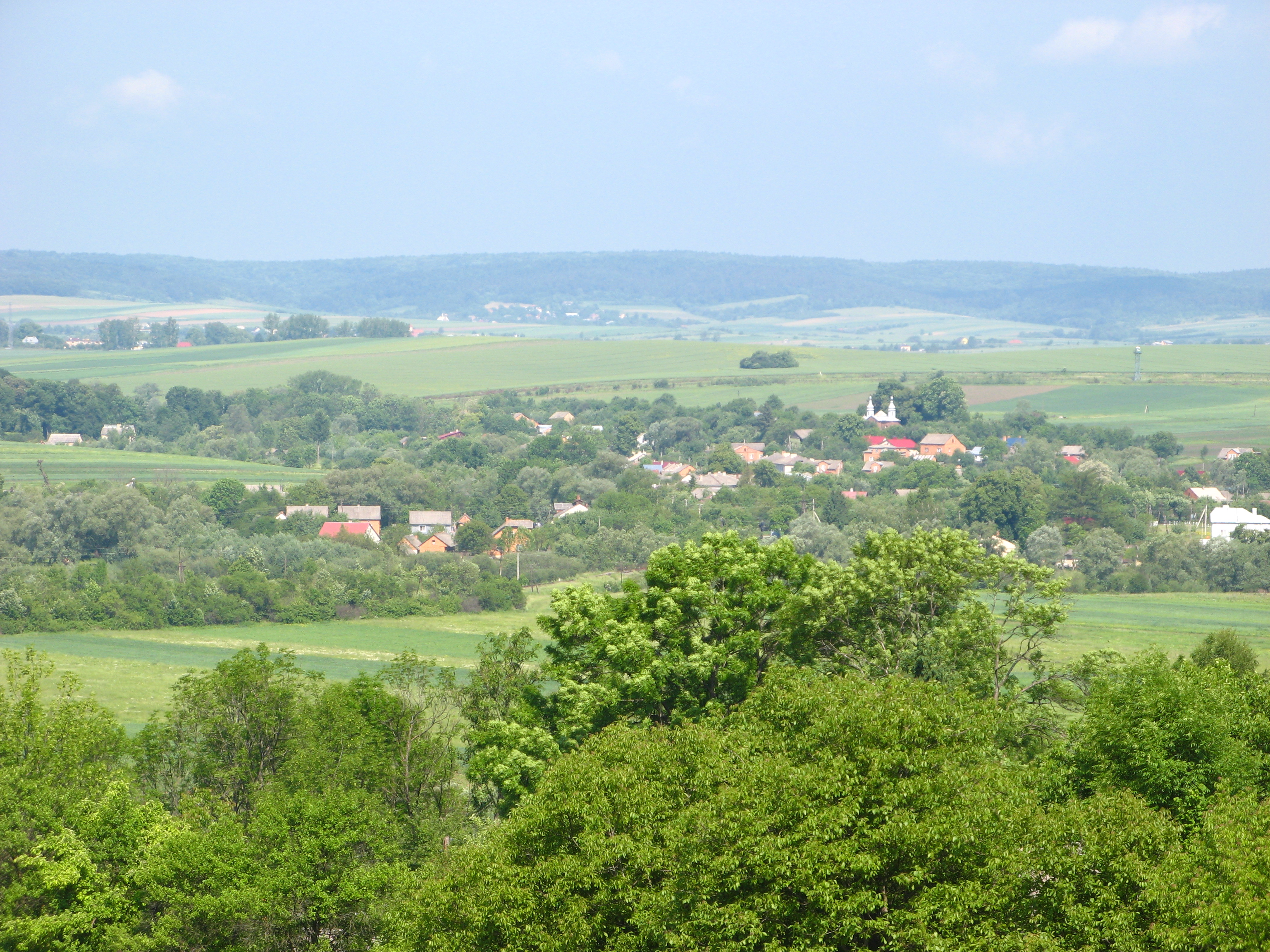

- Вигадів — південна (горішня) околиця селища (тепер частина вул. Костюшка). Колись це було окреме поселення, у якому стояли корчми і заїжджі двори, вигідно розташовані (звідси й назва) при дорозі до Нижанковичів.
- Заболотці — північна (долішня) околиця селища (тепер вул. Шевченка). Колись було окремим селом. Після II Світової війни приєднане до Нижанковичів.
- Завали — західна частина Нижанковичів (тепер вул. Л. Українки та сусідні з нею вулиці). У минулому місто було оточене мурами і валами. Згодом за валами почала з'являтися нова вуличка, яка через це отримала назву «Завали».
- Загороди — колись городи мешканців лежали між містом і річкою Вігор. Вулиці, які з'явились за цими городами, стали називатися «Загороди» (тепер вул. Стуса і Городня).
- Підгірниця — пагорб навпроти південної околиці Нижанковичів, за річкою Вігор, неподалік від с. Підмостичів.
- Кут — місце на річці Вігор (біля південної околиці Нижанковичів, навпроти Підгірниці).
- Під вербками — місце при річці Вігор (неподалік від центру Нижанковичів). Тут на берегах річки росло багато верб, звідси й назва.
- Плита — місце на річці Вігор (біля північної околиці Нижанковичів).
- Цегельня — колись біля Нижанковичів (на південно-західній околиці) існував цегельний завод, який після приходу радянської влади був ліквідований і зруйнований. Тепер тут місцеве сміттєзвалище.
- Перший кавалок — місцевість на південній околиці Нижанковичів (лівий берег річки Вігор).
- Загуменки — частина Нижанковичів, розташована на захід від «Завалів». Назва походить від місця розташування місцевості за «гумнами», тобто за господарськими дворами.
- Бліхт — місце, розташоване на північний схід від «Загородів», на лівому березі річки Вігор.
- Посада — місцевість між Заболотцями та міським кладовищем. Так називали територію дворів, розташовану за оборонними спорудами княжих міст.

## Палац у Нижанковичах
Палац розташований у північній частині селища (у Заболотцях), серед старого парку, на пагорбі, що на лівому березі річки Залісся. Історичних відомостей про палац і маєток (фільварок) залишилось дуже мало. Відомо лише, що останньою власницею маєтку (до 1939 року) була пані Грім, яка перед приходом сюди радянської влади виїхала до Відня (Австрія) до родичів.
Тепер на території колишнього фільварку розташований Державний професійно-технічний навчальний заклад «Нижанковицький професійний ліцей». У палаці — бібліотека. Палац і парк перебувають у занедбаному стані.

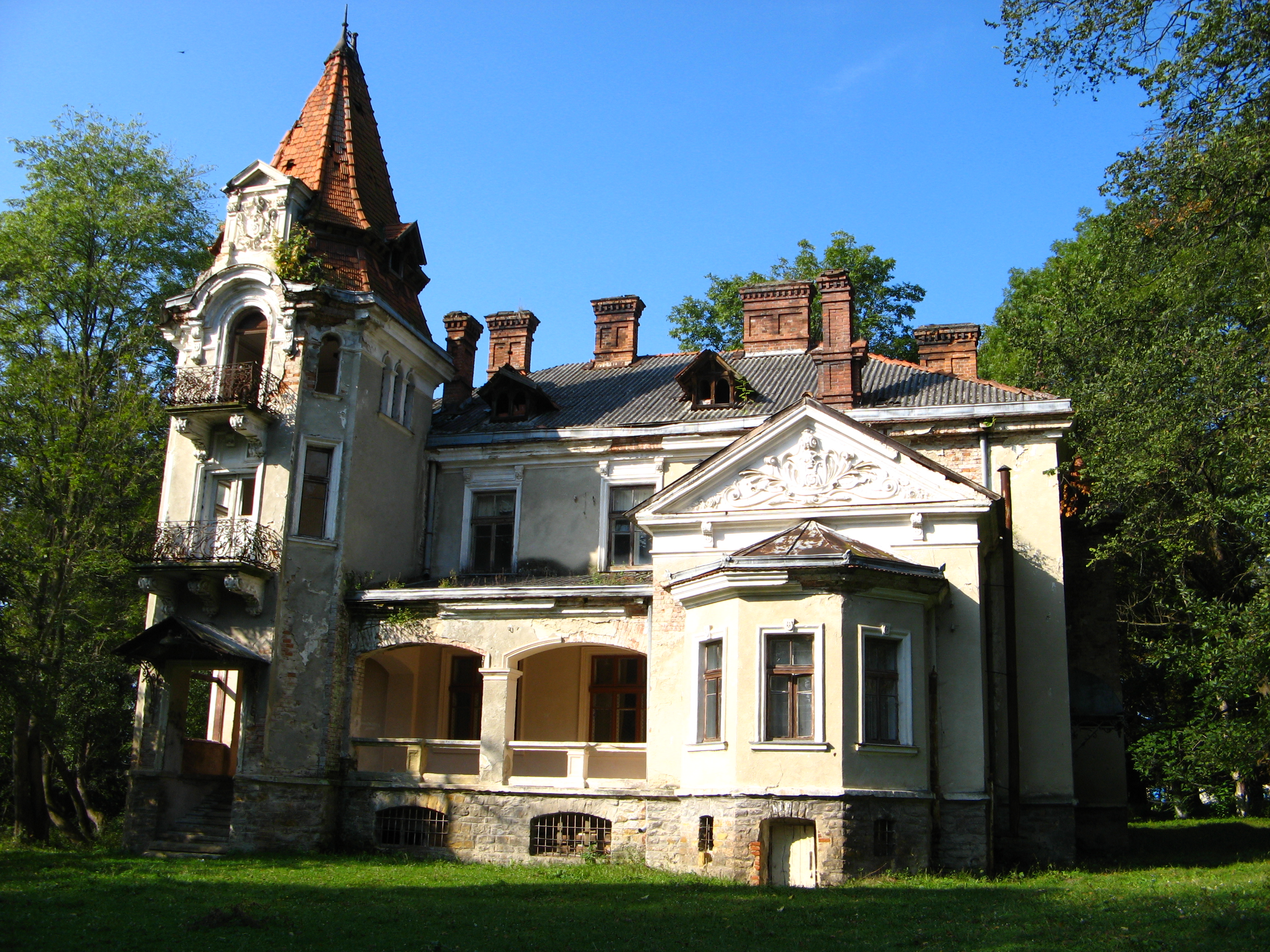
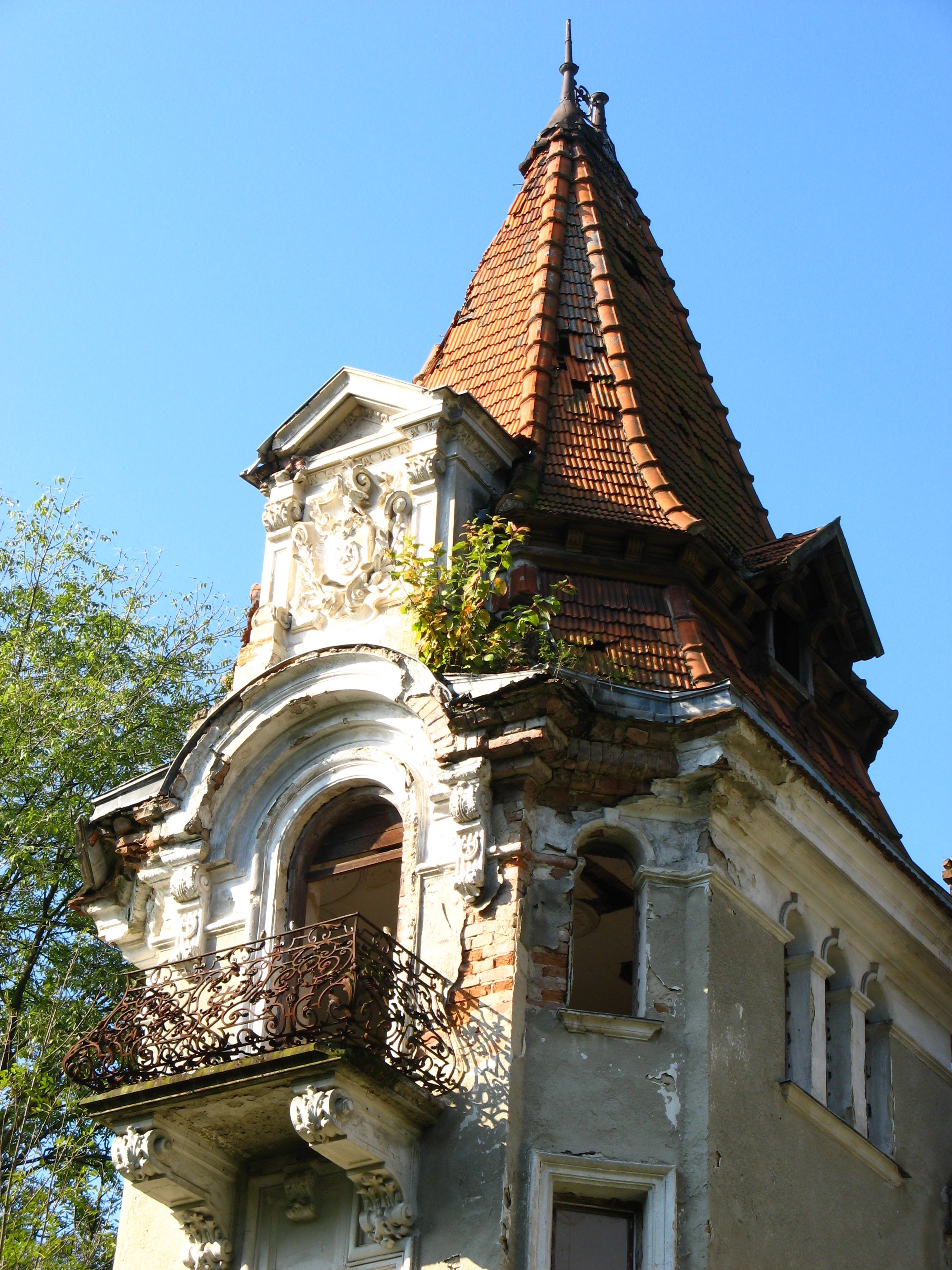
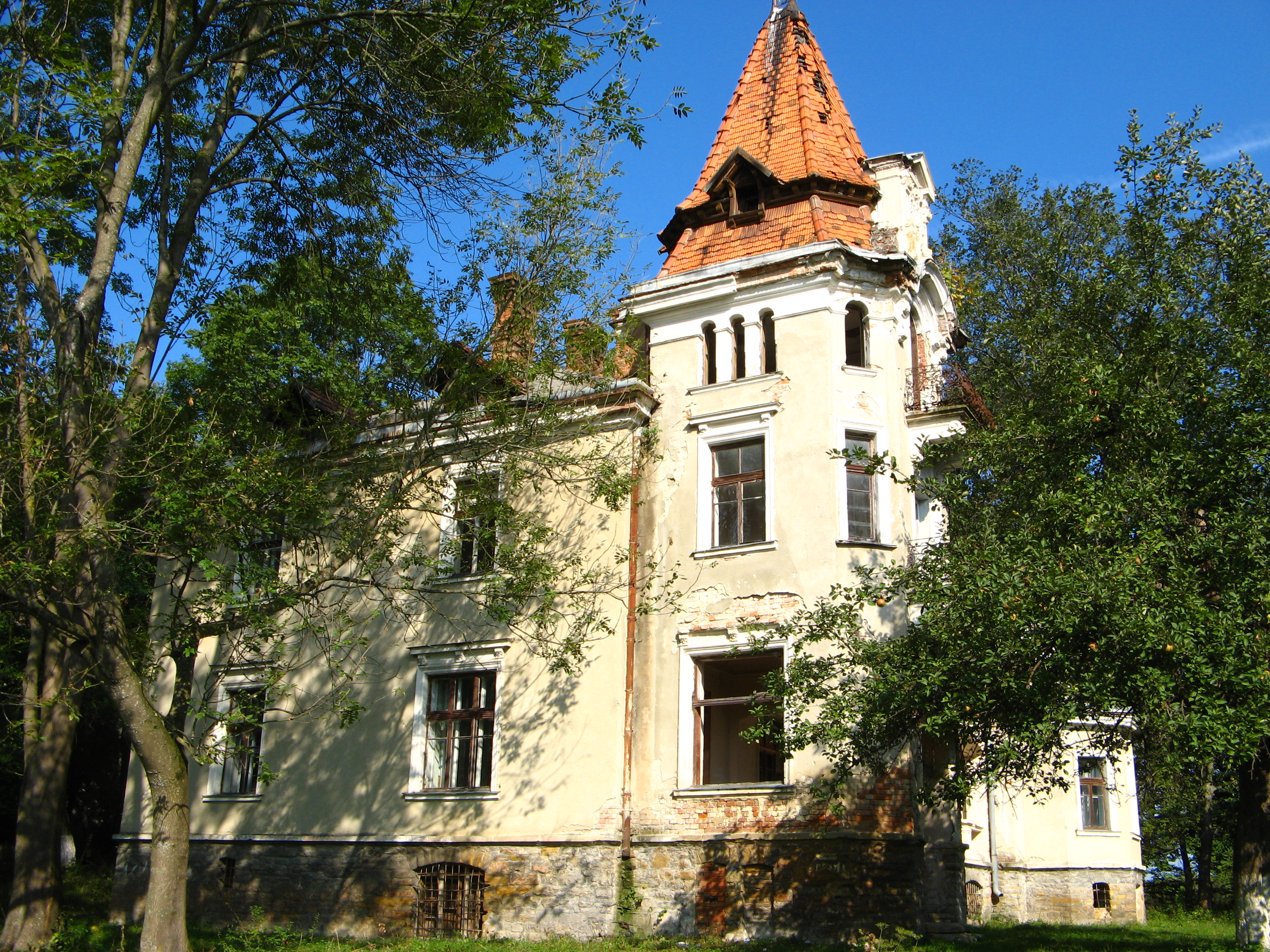
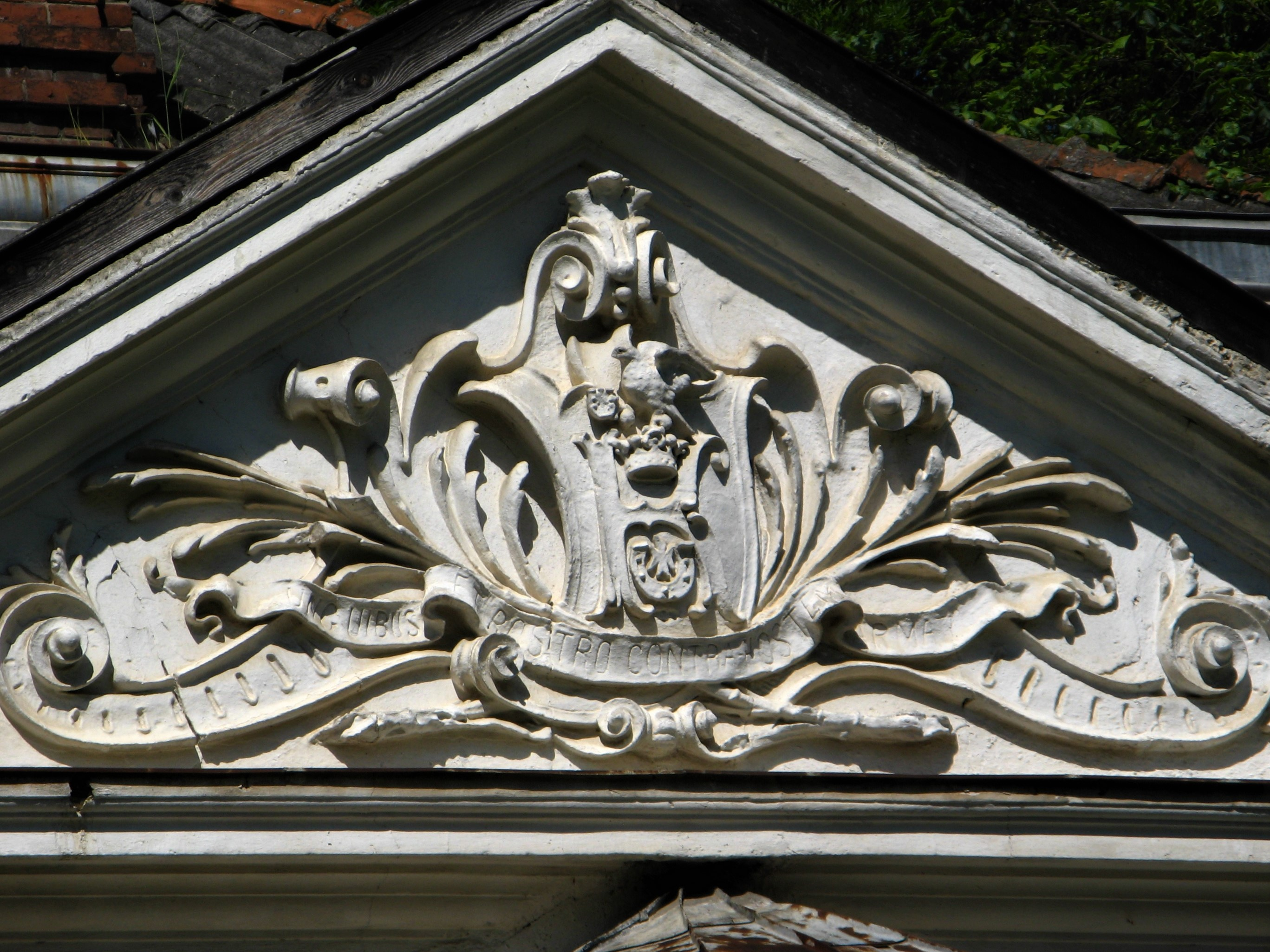
Родовий герб власників маєтку

## Галерея

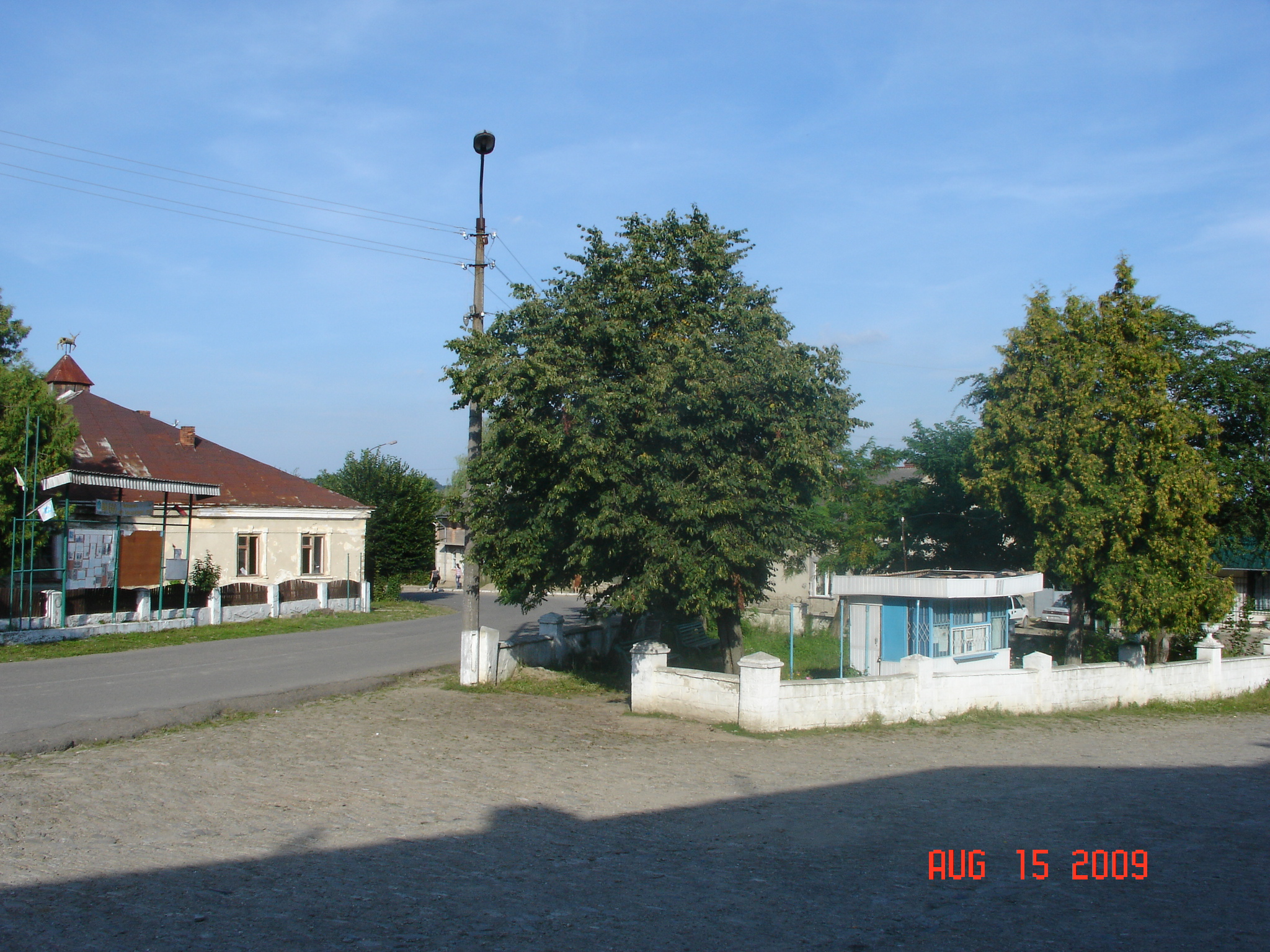
У центрі
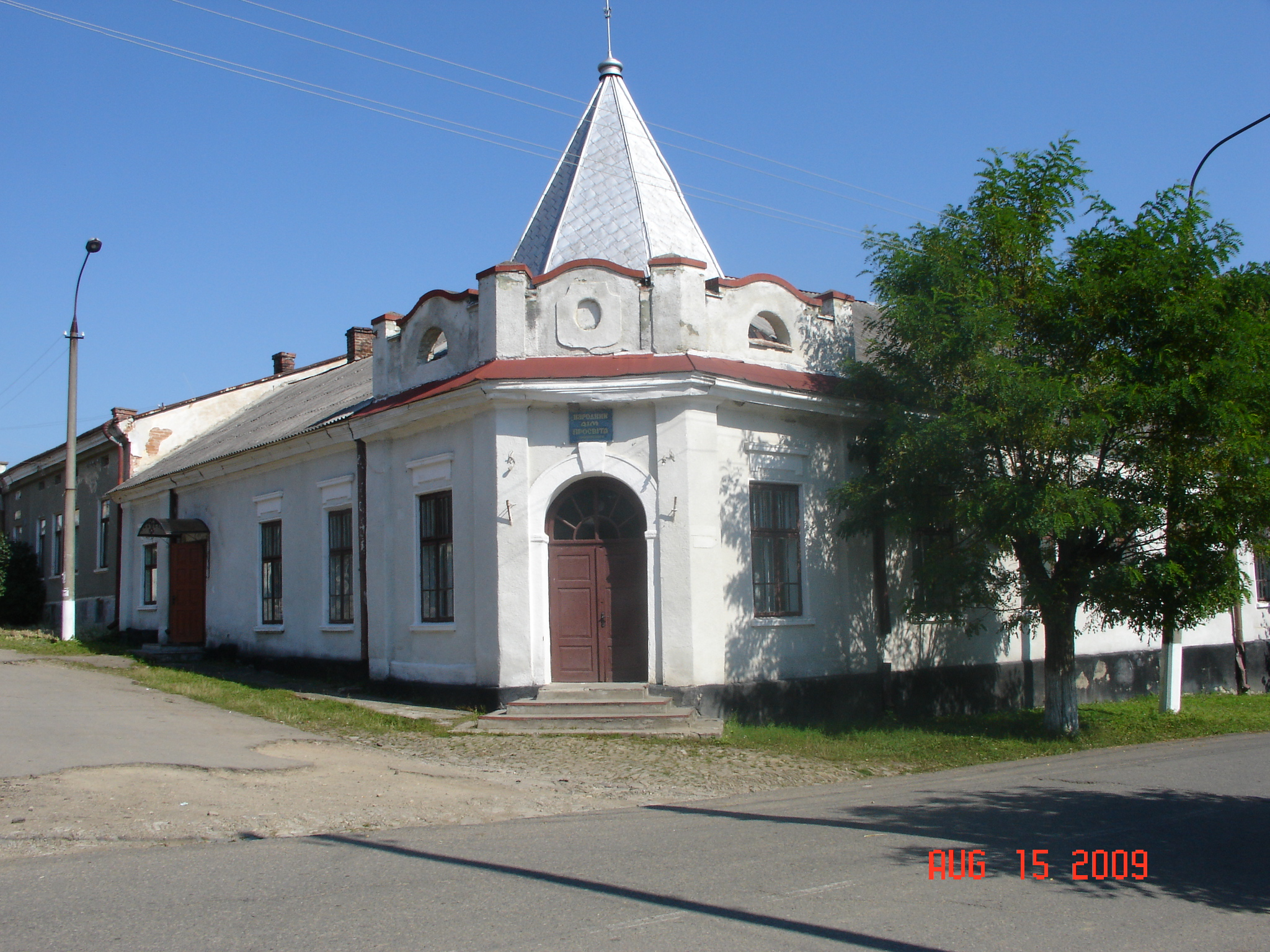
Народний Дім
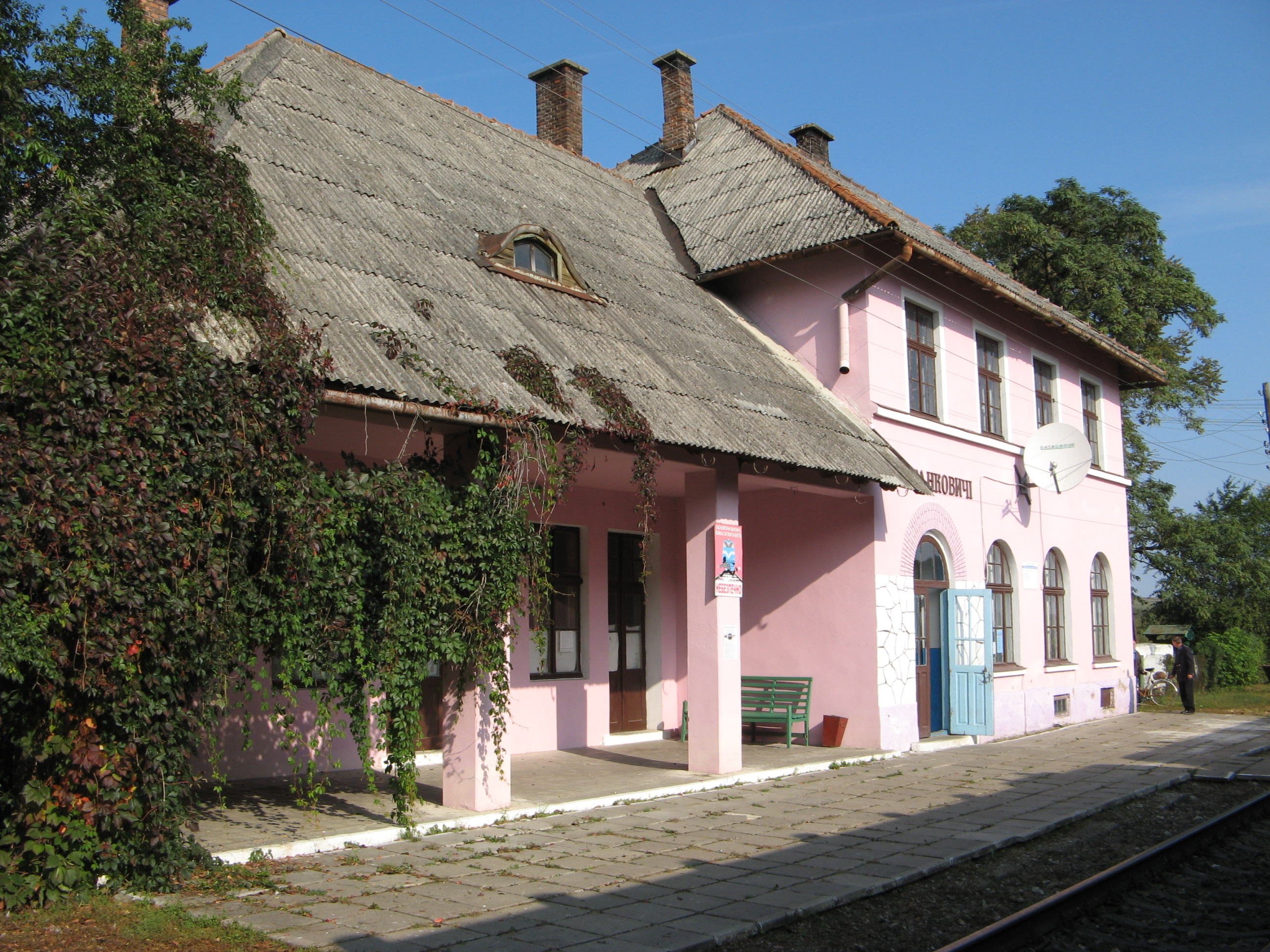
Залізничний двірець
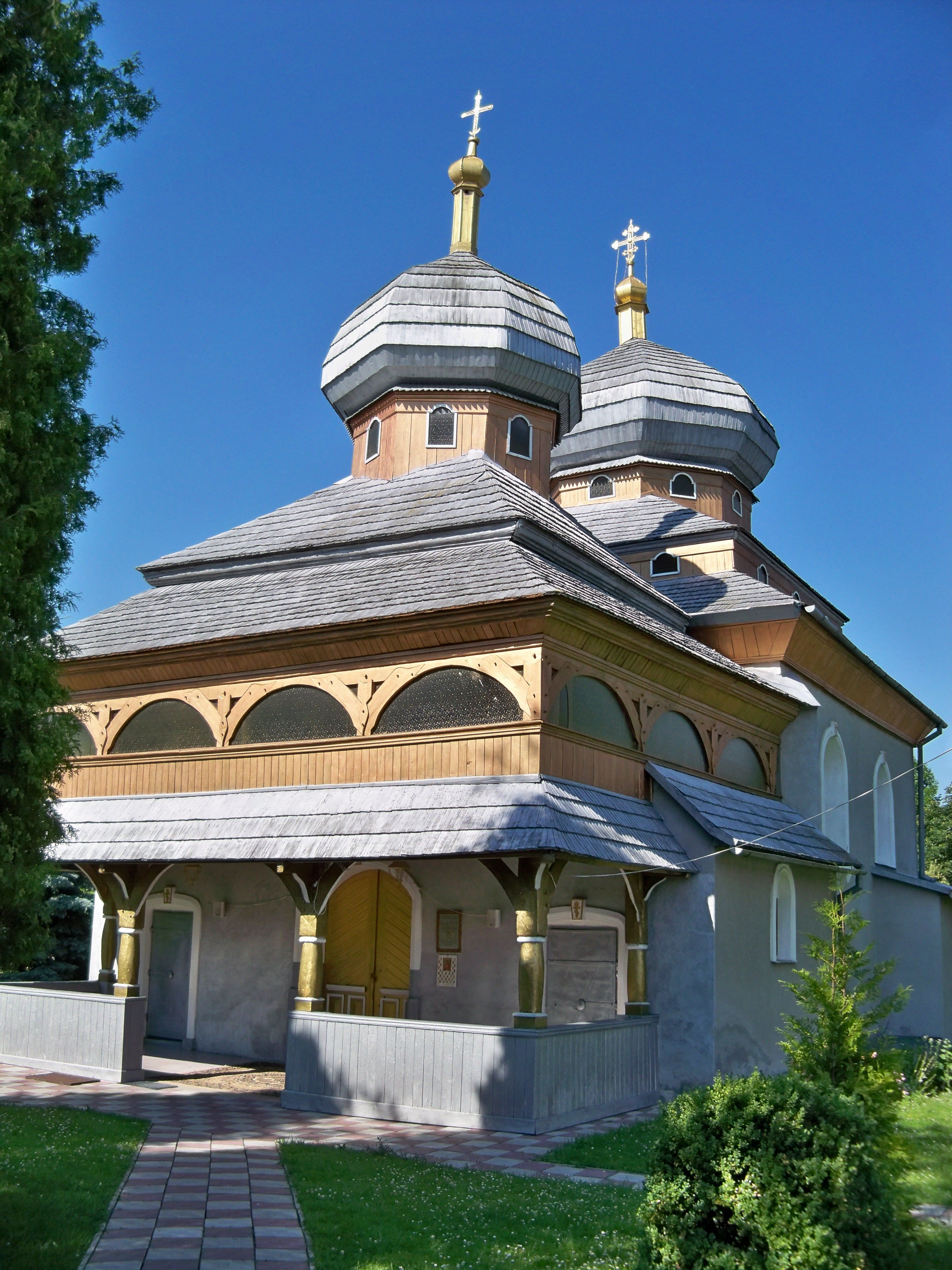
Церква Пресвятої Трійці
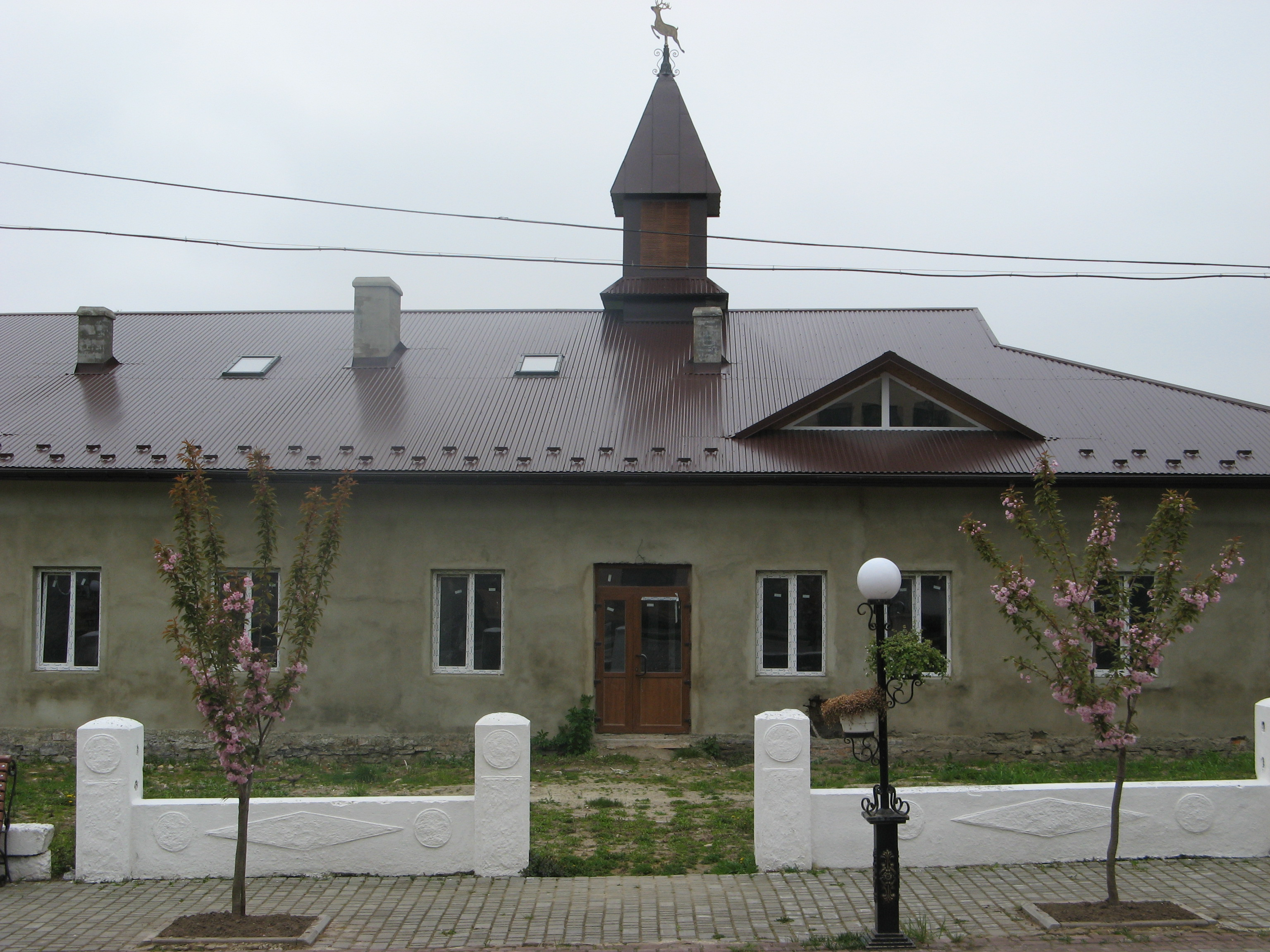
Ратуша